# 约尔马·金努宁
约尔马·金努宁（芬蘭語：Jorma Kinnunen，1941年12月15日—2019年7月25日），芬兰男子田径运动员，主攻标枪。他曾代表芬兰参加1964年、1968年和1972年夏季奥林匹克运动会田径比赛，获得一枚银牌。